# Вірменський корпус (Російська імперія)
Добровольчий вірменський корпус — військове з'єднання (піхотний корпус) Російської армії під час Першої світової війни.

## Історія
З перших днів Першої світової війни багато вірмен, як російських підданих, так і тих, хто проживали за межами Російської імперії, бажали піти добровольцями на службу до російської армії. Формування вірменських добровольчих дружин почалося у вересні і в основному було закінчене наприкінці жовтня—листопада 1914 року. Всього було сформовано чотири дружини загальною чисельністю до 9 тисяч солдатів і офіцерів. Перша партія вірменських добровольців із США відправилася до Росії 12 березня 1915 року. Вони з великими труднощами прибули до Архангельська, звідки були спрямовані на Кавказький фронт. Друга партія за цим же маршрутом відбула 10 травня, а третя — 21 листопада 1915 року.

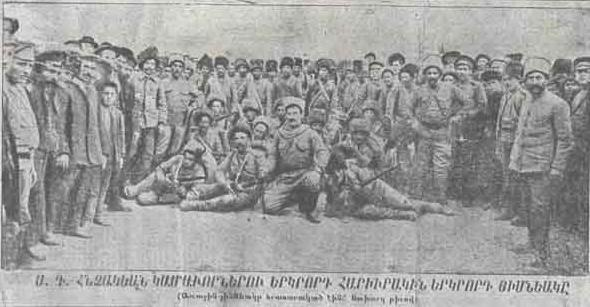
Вірменські добровольці, 1915 рік.

Надалі вірменські добровольчі дружини були перетворені в окремі батальйони, їх чисельність зросла до шести, а до середини липня 1917 року за пропозицією вірменських громадських організацій Санкт-Петербурга і Тіфліса вони були розгорнуті в полки.
До жовтня 1917 року діяли вже дві вірменські дивізії. 30 листопада (13 грудня) командувач Кавказького фронту генерал від інфантерії М. А. Пржевальський видав наказ, на підставі якого повинен був формуватися Добровольчий Вірменський корпус, командувачем якого був призначений генерал-лейтенант Фома Назарбеков (пізніше — головнокомандувач збройних сил Першої республіки Вірменії), а начальником штабу — генерал Євген Вишинський (колишній командир 13-го гренадерського Ериванське полку). На прохання Вірменської національної ради особливим комісаром при командувачі Назарбекові був призначений генерал Дро".
До кінця 1917 року вірменський корпус був сформований у такому складі:
- 1-я дивізія (генерал-майор Михайло Арешев);
- 2-я дивізія (полковник Мовсес Силіков);
- кінна бригада (полковник Горганян);
- Західновірменська дивізія (генерал-майор Андранік Озанян);
- Лорийський, Шушинський, Ахалкалакський і Хазахський полки.

Крім того, корпус входила єзидська кіннота Джангіра-Аги.
Протягом 1917 року російська армія поступово розкладалася, солдати дезертирували, вирушаючи по домівках, і до кінця року Кавказький фронт виявився розваленим повністю.
5 (18) грудня 1917 року між російськими і турецькими військами було укладене Ерізінджанське перемир'я. Це призвело до масового відходу російських військ із Західної (Турецької) Вірменії на територію Росії. До початку 1918 року турецьким силам фактично протистояли лише кілька тисяч кавказьких (в основному вірменських) добровольців під командою двохсот офіцерів.
У квітні 1918 року Закавказький сейм проголосив Закавказьку Демократичну Федеративну Республіку. Османська імперія визнала її і в травні уклала з нею перемир'я. Вірменський корпус витягнувся в одну лінію вздовж нової вірмено-турецького кордону. Проте 15 травня турецькі війська порушили перемир'я і почали наступ. У Кара-Киліській, Баш-Абаранській і Сардарапатській битвах вірменський корпус завдав поразки турецьким військам і зупинив просування противника вглиб Східної Вірменії.